# Римантас Каукенас
Римантас Каукенас (литв. Rimantas Kaukėnas; Вилњус, 11. април 1977) је бивши литвански кошаркаш. Играо је на позицији бека.

## Каријера
Каукенас је Монтепаскијем пет пута био шампион Италије, а у каријери је још био члан Хапоел Галил Елјона, Лијетувос ритаса, Остендеа, Телекома из Бона, Кантуа, Жалгириса, Саски Басконије и Ређане.
Са репрезентацијом Литваније освојио је бронзану медаљу на Европском првенству 2007.

## Успеси

### Клупски
- Лијетувос ритас:
  - Првенство Литваније (1): 2001/02.

- Монтепаски Сијена:
  - Првенство Италије (5): 2006/07, 2007/08, 2008/09, 2010/11, 2011/12.
  - Куп Италије (3): 2009, 2011, 2012.
  - Суперкуп Италије (4): 2007, 2008, 2010, 2011.

- Жалгирис:
  - Првенство Литваније (1): 2012/13.

- Ређана:
  - ФИБА Еврочеленџ (1): 2013/14.
  - Суперкуп Италије (1): 2015.

### Репрезентативни
- Европско првенство:  2007.